# Гірське борошно
Гірське́ борошно́ — тонкі уламкові зерна глинистої та алевритової фракцій крупності.
Утворюються при льодовиковій ерозії. Переносяться та відкладаються льодовиковими водами.
У сільському господарстві застосовується гірське борошно, отримане з штучно подрібнених матеріалів. В органічному землеробстві воно є альтернативою фунгіцидним та інсектицидним продуктам для городу та саду. Борошно створює механічну перешкоду шкідливій дії деяких паразитів. Оскільки воно не викликає негативного впливу на навколишнє середовище, тому його можна використовувати в контексті природного вирощування. Найчастіше для цього використовують каоліни, цеоліти та бентоніти.